# Kopalnia Węgla Kamiennego Morcinek

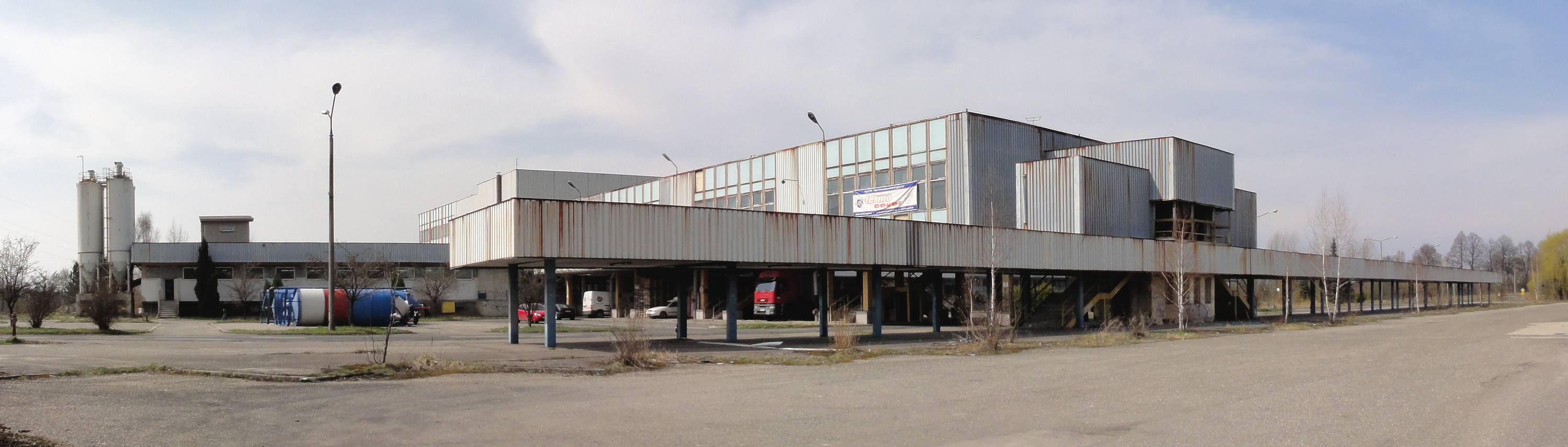
KWK Morcinek

Das Steinkohlenbergwerk Morcinek (polnisch Kopalnia Węgla Kamiennego Morcinek) ist ein stillliegendes Steinkohlenbergwerk im Ort Kaczyce bei Teschen/Cieszyn, Polen.

## Geschichte
Bereits 1903 bis 1909 führte die deutsche Berg- und Hüttenwerksgesellschaft in Pogwizdów bei Teschen eine Probebohrung durch, die eine Tiefe von 1227 m erreichte und mehrere Flöze nachwies, den Abbau aber als unrentabel einschätzte. Ab 1945 erfolgten wegen der großen Nachfrage nach Steinkohle weitere Explorationen bis zu einer Tiefe von 1552 Metern.
Als Anfang der 1970er Jahre die Nachfrage nach dem Energieträger Steinkohle in Polen stark anstieg, wurden drei Bergwerke östlich und südlich von Jastrzębie-Zdrój geplant, die während ihrer Errichtung unter dem gemeinsamen Namen Suszec-Kaczyce-Pawłowice firmierten. Aus diesem Verbund entstanden 1963 das Bergwerk in Pawłowice unter dem Namen XXX Jahre Volksrepublik Polen (heute Pniówek), 1975 in Suszec das Bergwerk mit dem aktuellen Namen Krupiński und zuletzt 1977 in Kaczyce das Bergwerk, das ab 1986 zu Ehren von Gustaw Morcinek dessen Namen trug. Bei der Errichtung der letztgenannten Zeche war problematisch, dass aufgrund der großen Nähe zu seinem Staatsgebiet (ca. 1,6 km) die ČSSR Bedenken gegen dessen Errichtung anmeldete, die aber von polnischer Seite keine Berücksichtigung erfuhren. Vielmehr wurde dem neuen Bergwerk eine Berechtsame von 22,6 km² in Grenznähe zuerkannt.
In den Folgejahren wurden drei Schächte abgeteuft: „Schacht I“ mit 1143 m Teufe wurde im März 1982 fertiggestellt, „Schacht II“ mit 1213 m Tiefe im Januar 1985 und „Wetterschacht III“ mit 1140 m im September 1983. Zwei weitere ursprünglich geplante Schächte wurden nie errichtet bzw. fertiggestellt. Die Förderung erfolgte auf den 800-m- und 950-m-Sohle; die 1100-m-Sohle wurde ebenfalls nie aufgefahren.
Das Bergwerk blieb mit seiner Förderung trotz zweier Fördersohlen und moderner Abbautechnik von Anfang an hinter den Erwartungen zurück. Wie weit die tatsächlichen Produktionsergebnisse von dem Plansoll von 12.000 t/d entfernt blieben, zeigt die folgende Tabelle. Sie belegt auch, dass zu keinem Zeitpunkt zwischen 1987 und 1998 Gewinne erzielt werden konnten.
| Jahr | Nettoproduktion in t/d und Mio. t/a | Nettoproduktion in t/d und Mio. t/a | Verkaufspreis in zł/t | Kosten in zł/t | Umsatzergebnis in zł/t |        |      |      |       |
| ---- | ----------------------------------- | ----------------------------------- | --------------------- | -------------- | ---------------------- | ------ | ---- | ---- | ----- |
| Jahr | 1987                                | 1.265                               | Verkaufspreis in zł/t | Kosten in zł/t | Umsatzergebnis in zł/t | 0,3839 | 0,64 | 2,17 | −1,53 |
| 1988 | 2.116                               | 0,6494                              | 1,08                  | 2,81           | −1,73                  |        |      |      |       |
| 1989 | 2.414                               | 0,6693                              | 1,74                  | 7,38           | −5,64                  |        |      |      |       |
| 1990 | 2.642                               | 0,6834                              | 19,19                 | 42,77          | −23,58                 |        |      |      |       |
| 1991 | 3.358                               | 0,8395                              | 40,64                 | 59,21          | −18,57                 |        |      |      |       |
| 1992 | 3.904                               | 0,9566                              | 47,42                 | 71,65          | −24,23                 |        |      |      |       |
| 1993 | 3.971                               | 1,0125                              | 69,53                 | 86,32          | −16,79                 |        |      |      |       |
| 1994 | 4.752                               | 1,2253                              | 100,46                | 116,61         | −16,15                 |        |      |      |       |
| 1995 | 5.554                               | 1,3940                              | 118,17                | 133,37         | −15,20                 |        |      |      |       |
| 1996 | 5.104                               | 1,2812                              | 135,24                | 181,72         | −46,48                 |        |      |      |       |
| 1997 | 5.444                               | 1,3719                              | 152,79                | 202,02         | −49,23                 |        |      |      |       |
| 1998 | 3.800                               | 0,9653                              | 145,28                | 197,78         | −52,50                 |        |      |      |       |

Dies bedeutete für das Jahr 1996 einen Gesamtverlust von 59,5 Mio. PLN oder 106,7 Mio. DM. Folgende Gründe wurden für die hohen Produktionskosten angeführt:
- schlechte Exploration der Lagerstätte
- komplizierte Tektonik mit zahlreichen Verwerfungen
- kurze Abmessungen der Strebe (200 bis 700 m)
- variierende Mächtigkeit und Neigung der Flöze
- hohe Temperaturen unter Tage
- Gefahren durch Wasserzuflüsse und starke Methanausgasung
- hoher Gebirgsdruck

Deshalb entschloss sich die Jastrzębska Spółka Węglowa 1997, das Bergwerk stillzulegen. Der Kohleabbau wurde am 30. Oktober 1998 eingestellt, Maschinen und Anlagen demontiert und auf andere Anlagen von JSW sowie das Bergwerk Bogdanka abtransportiert. Die Schächte wurden verfüllt und nur einige Verwaltungsgebäude auf dem Gelände belassen.

## Gegenwart
Das ehemals tschechische Bergbauunternehmen NRW (New World Resources) berichtet auf seiner Internetseite, dass es Interesse am Abbau der Steinkohlenvorräte von Morcinek hat. Außer einer von polnischer und tschechischer Seite unterzeichneten Absichtserklärung von November 2007 ist aber diesbezüglich bis heute (Anfang 2018) nichts geschehen.